# 亀田町 (新潟県)

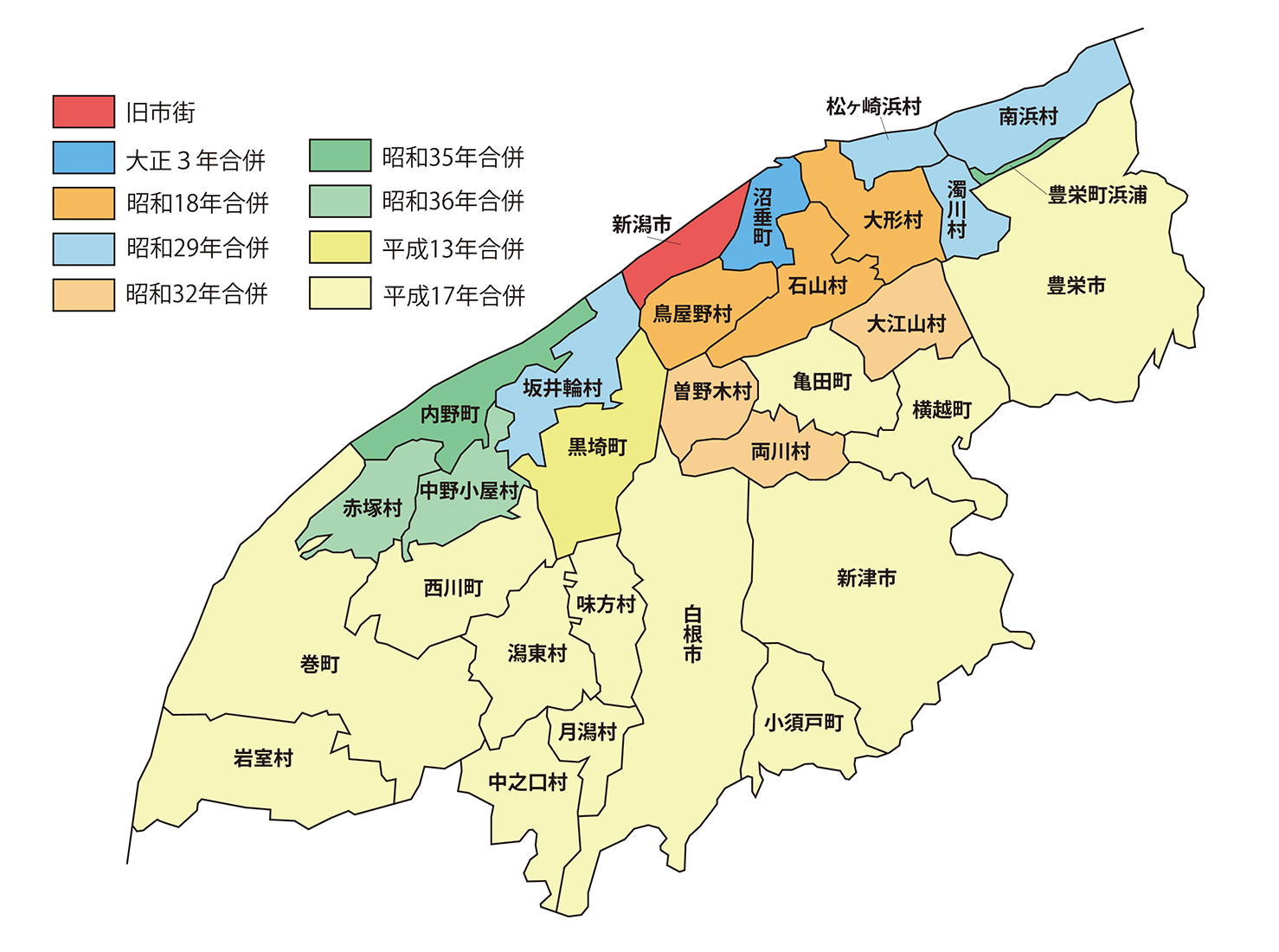
新潟市の合併市町村

亀田町（かめだまち）は、新潟県中蒲原郡に属した町。2005年3月21日の新潟市への編入合併によって消滅し、現在は新潟市の政令指定都市移行により大部分が江南区の一部となっており、大字鵜ノ子と早通の各一部が中央区、亀田中島4丁目の一部が東区となっている。
以下の記述は合併直前当時の旧亀田町に関しての記述であり、現在では名称等が異なる場合がある。なお、ここに記述されていない内容に関しては江南区 (新潟市)#亀田地区などの記事を参照。

## 概要

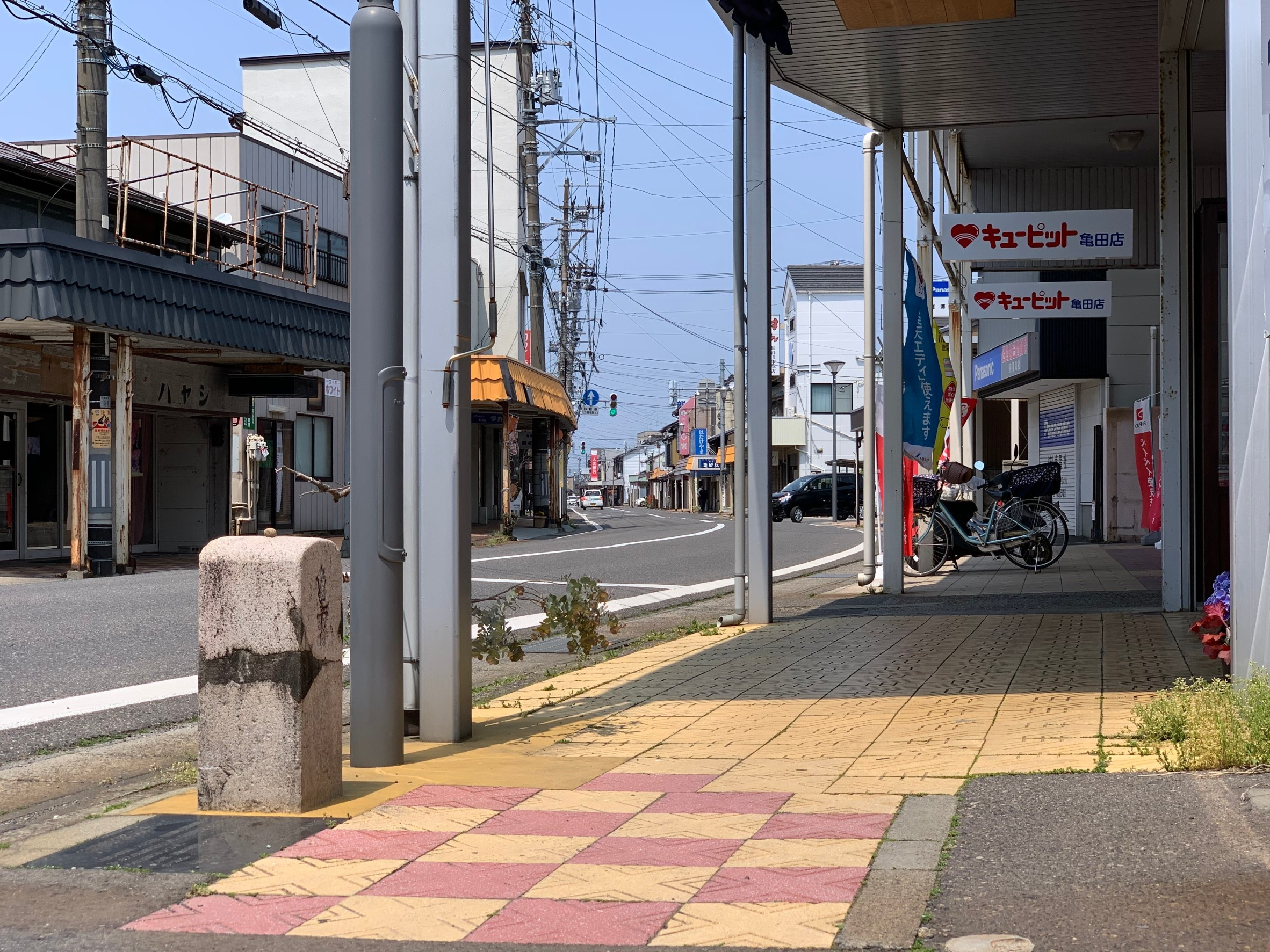
亀田町道路元標と本町通（新潟市江南区亀田本町、2020年5月）
江戸時代から定期市「三・九の市」が開かれてきたが、交通量増加のため1950年代に裏町堀を暗渠化して移転した。

「亀田郷」と呼ばれる地域の中心地であり、栗ノ木川の河川舟運を活かした在郷町の性格を持つ。
亀田郷に属する周辺の村が次々と新潟市に併合されたことにより、北・西・南の三方から包み込まれるような形で新潟市と接している。町内を信越本線や亀田バイパスが通るなど交通の便にも恵まれ、新潟市とは地理的にも経済的にも非常に近い。新潟市（旧西蒲原郡黒埼町を除く）への通勤率は42.9%（平成12年国勢調査）。
かつて亀田郷一帯は泥田に覆われ「地図にない湖」と形容されるほどであったが、1948年の栗ノ木排水機場の完成などの土地改良事業によって、良質の乾田に一変した。その後は宅地開発が進み、新潟市のベッドタウンとして人口増加が見られ、亀田バイパス・鵜ノ子ICと亀田駅を結ぶ「亀田大通り」（県道16号）沿いは2000年（平成12年）オープンのアピタ新潟亀田店をはじめとする大型商業施設やロードサイド店舗の集積が進んだ。

## 歴史
- 1693年（元禄6年） - 中谷地新田にて「六斎市」を開催し、名を亀田町と改める。
- 1889年（明治22年）4月1日 - 町村制施行にともなう合併により、亀田町、袋津村、茅ノ城村、早通村が発足。

| 亀田町   | 亀田町、船戸山新田、荻曾根新田、貝塚新田 |
| 袋津村   | 袋津村、砂崩新田                         |
| 茅ノ城村 | 城所村、茅野山村                         |
| 早通村   | 早通村、泥潟村、鵜ノ子村、長潟村、丸潟村 |

- 1890年（明治23年）3月14日 - 茅ノ城村が茅城島村に改称。
- 1901年（明治34年）11月1日 - 袋津村，茅城島村の一部と合併して亀田町となる。茅城島村の残部は早通村と合併して早通村となる。

| 亀田町 | 亀田町、袋津村、茅城島村（城所） |
| 早通村 | 早通村、茅城島村（茅野山）       |

- 1925年（大正14年） - 早通村を編入。
- 1929年（昭和4年） - 新明町に町役場を設置。
- 1947年（昭和22年） - 昭和天皇の戦後巡幸。昭和天皇が栗ノ木川排水機場などを視察[4]。
- 1990年（平成2年） - 町役場を泉町三丁目に移転。

### 市町村合併
- 2005年（平成17年）3月21日 - 新潟市と合併。
  - 詳細は新潟市の行政区域の変遷を参照。

## 地域
1889年（明治22年）から1901年（明治34年）までの亀田町は、合併した村名を継承する以下の大字で構成される。
亀田（かめだ）
1889年（明治22年）まであった亀田町の区域。現在の新潟市江南区亀田。
船戸山（ふなとやま）
1889年（明治22年）まであった船戸山新田の区域。現在の新潟市江南区船戸山。
荻曾根（おぎぞね）
1889年（明治22年）まであった荻曾根新田の区域。現在の新潟市江南区荻曾根。
貝塚（かいづか）
1889年（明治22年）まであった貝塚新田の区域。現在の新潟市江南区元町。

## 行政
- 町長：荻荘誠

## 経済

### 産業
- 主な産業
  - 農林水産業
    - 米、梨、梅（藤五郎梅の品種で知られる）など
    - 戦前はドジョウの生産が盛んで、東京方面への「ドジョウ列車」も運行されていた[5]。

  - 工業
    - 亀田製菓本社所在地（米菓）
    - 佐文工業所本社所在地（ミシン部品）
    - 「亀田縞」と呼ばれる織物があり、1950年代にいったん消滅したものの、2005年に復活した[6]。

## 交通

### 道路

#### 高速道路
- 日本海東北自動車道
  - 新潟亀田インターチェンジ

#### 国道
- 国道49号（亀田バイパス）
- 国道403号（新津バイパス）

#### 都道府県道
- 新潟県道5号新潟新津線
- 新潟県道16号新潟亀田内野線
- 新潟県道101号亀田停車場線
- 新潟県道220号白根亀田線
- 新潟県道586号水原亀田線

### 公共交通機関

#### 鉄道
- 信越本線
  - 亀田駅

## 施設
（※統合前2004年当時）
高等学校
- 新潟県立新潟向陽高等学校

中学校
- 亀田町立亀田中学校（現：新潟市立亀田中学校）
- 亀田町立亀田西中学校（現：新潟市立亀田西中学校）

小学校
- 亀田町立亀田小学校（現：新潟市立亀田小学校）
- 亀田町立亀田東小学校（現：新潟市立亀田東小学校）
- 亀田町立亀田西小学校（現：新潟市立亀田西小学校）
- 亀田町立早通小学校（現：新潟市立早通小学校）

特別支援学校
- 新潟県立高等養護学校（現：新潟県立江南高等特別支援学校）